# 寶永山
寶永山（日语：／ Houeisan）是位於日本靜岡縣御殿場市的一座火山，誕生在寶永4年（1707年）的宝永大噴火中，為富士山最大的側火山（寄生火山）。

## 概要
標高2,693米。因其登山路線已經得到整備，可進行攀登。由於在寶永噴火後富士山迄今還沒有再噴發，因此寶永山成為了最近的一座因噴發而產生的寄生火山。與攀登富士山相比，攀登寶永山的難度較低。

## 寶永火口
寶永火口是因寶永大噴火而形成的3個相連的火口。若能登上寶永山頂峰，則可近距離的觀看到火口。

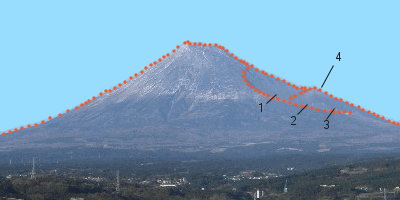
寶永山（4）及寶永火口（1、2、3）

## 參觀・登頂
自富士宮口五合目開始到新6合目的這段路上，有前往富士山頂的登山道和前往寶永山的登山道分岔標識。自此繼續向前走後，可看到富士宮口與須山口的分岐点。自該處向前走後不久就可到寶永山山頂。

## 形象
寶永山在御殿場市，但富士市是唯一可眺望寶永山的地方，因此富士市當地文宣及居民所描繪的富士山會有多一角代表寶永山。